# 戴伯行
戴伯行（1904年—1962年），河南新县人，曾任四川大学党委书记（1953年-1956年）和四川大学校长（1958年-1962年）。 